# Ziolkowski (Stadt)
Ziolkowski (russisch Циолко́вский) ist eine geschlossene Stadt (SATO) in der russischen Oblast Amur mit 7194 Einwohnern (Stand 1. Oktober 2021).

## Geographie
Die Stadt liegt 20 Kilometer östlich Schimanowsk und etwa 100 Kilometer östlich der Grenze zur Volksrepublik China an einem Zufluss der Seja. Die nächste russische Großstadt ist knapp 200 Kilometer südlich Blagoweschtschensk am Amur.

## Geschichte
Der Ort wurde 1961 gegründet, erhielt den Status einer (zunächst geheimen) Siedlung städtischen Typs diente zwischen 1969 und 1985 unter dem Namen Swobodny-18 (Свободный-18, nach der nächstgelegenen größeren Stadt Swobodny) als Quartier für eine unweit gelegene ICBM-Basis. 1994 erfolgte die Umbenennung in Uglegorsk (Углегорск).
Das gut 20 Kilometer nordöstlich des Ortes als Ersatz für den Weltraumbahnhof Baikonur in Kasachstan errichtete Kosmodrom Wostotschny sollte zunächst 2015 den Betrieb aufnehmen. In diesem Zusammenhang erhielt der Ort im September 2015 die Stadtrechte und wurde am 30. Dezember 2015 zu Ehren des Raumfahrtpioniers Konstantin Ziolkowski in Ziolkowski umbenannt. Der erste Raketenstart vom Kosmodrom erfolgte dann am 28. April 2016.

### Bevölkerungsentwicklung
| Jahr | Einwohner |
| ---- | --------- |
| 2002 | 5050      |
| 2010 | 5892      |
| 2021 | 7194      |

Anmerkung: Volkszählungsdaten